# Joseba Albizu
Joseba Albizu Lizaso (Azpeitia, 6 luglio 1978) è un ex ciclista su strada spagnolo di origine basca, professionista dal 2003 al 2006.

## Carriera
Dopo essersi classificato secondo al Giro Baby del 2002, è passato professionista nel 2003 con la squadra italiana Mercatone Uno-Scanavino, vincendo nel corso dello stesso anno il Giro del Friuli. 
Nel 2004 è passato nella squadra basca Euskaltel-Euskadi con cui è rimasto per tre stagioni, al termine delle quali non gli è stato rinnovato il contratto.

## Palmarès
- 2003

Giro del Friuli

## Piazzamenti

### Grandi Giri
- Vuelta a España

2004: ritirato (12ª tappa)